# Santiago Ixcuintla (kommun)
Santiago Ixcuintla är en kommun i Mexiko.   Den ligger i delstaten Nayarit, i den centrala delen av landet, 700 km väster om huvudstaden Mexico City.
Följande samhällen finns i Santiago Ixcuintla:
- Santiago Ixcuintla
- Villa Hidalgo
- Yago
- Villa Juárez
- Puerta de Mangos
- Colonia Emiliano Zapata
- Cañada del Tabaco
- El Capomal
- Palmar de Cuautla
- Valle Lerma
- Gavilán Grande
- Puerta de Palapares
- Los Corchos
- Estación Nanchi
- San Miguel Número Dos
- Cerritos
- Pozo de Villa
- Vado del Cora
- Paredones
- Pueblo Nuevo
- Las Labores
- Acaponetilla
- La Guinea
- Santa Rosa
- Paso Real de Cahuipa
- Acatán de las Piñas
- Las Higueras
- Corral de Piedra
- El Manguito
- Cañada Grande
- Caramota
- Loma Bonita
- Hacienda Vieja
- El Turco
- Playa el Sesteo